# La Tartana Teatro
La Tartana Teatro es una compañía de teatro de títeres fundada en 1977 en Madrid por Juan Muñoz y Carlos Marqueríe. Se caracteriza por su compromiso con la infancia, su evolución permanente, la variedad de técnicas y lenguajes empleados, y la creación de un equipo estable de trabajo.

## Historia
La Tartana Teatro comienza con espectáculos de teatro de calle en 1977 en una época en la que “en la calle te podían detener si hacías cualquier actividad que no fuera caminar”. La Tartana sembró los espacios públicos de pasacalles, gigantes, cabezudos, músicos y zancudos, y trajo nuevas formas de hacer teatro a una España gris en los albores de La Transición.
En esos primeros años de vida, la compañía dirige el primer Festival de Calle de Madrid y trae a España al Odin Teatret de Eugenio Barba y su tercer teatro. Más tarde, empieza a crear espectáculos de sala y en 1990 funda el Teatro Pradillo. Esta sala alternativa, una de las primeras que se abrieron en la capital, surge de la necesidad de tener un espacio propio de exhibición e investigación para acoger los espectáculos que no se programaban en ningún sitio, y de la reivindicación constante de que el mundo del títere tiene que estar en los teatros.
A finales de la década de los 80 surgen los grandes éxitos de las compañía, Lear y La flauta mágica, con giras nacionales e internacionales. En esos años hay un cambio en el equipo ya que algunos de sus miembros deciden emprender otros caminos, por lo que Juan Muñoz se queda al frente de la compañía como director en solitario. 
A comienzos de los 90, La Tartana se inclina por la temática social y lleva al escenario temas de actualidad como inmigración, medioambiente o conflictos bélicos. En 1996 se abre una nueva etapa: la compañía se adentra en la creación de espectáculos para público familiar con La roca y la colina, una tendencia que continuará hasta nuestros días. Al año siguiente, en 1997, La Tartana obtiene el Premio Max al Mejor Espectáculo Infantil por Frankenstein.
En 2004 establece su sede en El Escorial y se une a la compañía Inés Maroto, artista plástica con experiencia en el mundo infantil que colaborará en un primer momento en lo relativo a la plástica del espectáculo (vestuario, escenografía y modelaje) para más adelante participar de todas las facetas artísticas del proceso.
En 2017 la compañía celebra sus 40 años de vida con el documental Construyendo teatro, 40 años de oficio, un repaso a su dilatada trayectoria que incluye entrevistas a personalidades relevantes de las artes escénicas. Ese mismo año organiza la primera edición de Pendientes de un Hilo, un festival de títeres y de teatro de objetos celebrado en Madrid que pretende acercar el mundo de los títeres al público familiar y adulto.

## Obras
Polichinela (1977)
Tierras de sol y luna (1978)
Atracciones de La Tartana (1979)
Que viene de muy de lejos (1980)
Pasacalles 80 (1980)
Ifrit (1981)
Galopada (1982)
Templando el aire (1982)
Ciudad irreal (1984)
Última toma (1985)
Es peligroso asomarse (1986)
Los vagabundos (1987)
Lear (1987)
La flauta mágica (1988)
Ribera despojada, Medea material (1988
Otoño (1989)
Los hombres de piedra (1990)
Paisaje y voz, historia de un árbol (1991)
Muerte de Ayax (1991)
El hundimiento del Titanic (1992)
Paisajes de un paseante (1993)
En el río (1994)
Espera (1995)
La roca y la colina (1996)
Frankenstein (1997)
Las aventuras del barón (1998)
El bosque de Tantatroc (1999)
La pequeña historia de la vieja señorita Ofelia (2000)
Fausto, un alma para Mefisto (2001)
El viejo y la flor (2002)
Symposium pecatum (2003)
El niño y los sortilegios  (2004)
El Quijote, un auto de ilusión para andamio y calle (2005)
Piratas (2006)
Petshow (2007)
Vacamioneta (2008)
Historias de derribo (2009)
Monstruos en la maleta (2010)
Hansel y Gretel (2011)
El guardián de los cuentos (2012)
El sueño del pequeño guerrero (2013)
De las manos (2013, coproducción con la compañía LaFauna)
Atrapasueños (2014)
Don Juan. En las sombras de la noche (2015)
El rincón de los títeres (2016)
Soñando a Pinocho (2017)
Mi juguete favorito (2018)
Rossini en la cocina (2019)

## Premios (selección)
Premio de la crítica al mejor espectáculo en el XIII International Puppet Theater Festival de Biesko Biala por Lear, 1987
Premio Max al mejor espectáculo infantil por Frankenstein, 1998
Premio Max Nuevas Tendencias Escénicas al Teatro Pradillo, 2006
Medalla del CELCIT (Centro de Creación e Investigación Teatral) concedida a Juan Muñoz, 2010
Premio al mejor espectáculo en la XXX edición de la Mostra Internacional de Titelles a la Vall d’Albaida por Hansel y Gretel, 2004
Premio Nacional de Teatro ASSITEJ, 2016
Premio honorífico del Topic Titirijai, 2017
Premio Farolito a la trayectoria en la Feria Internacional del Títere de Sevilla, 2018
Premio Teatro de Rojas al mejor espectáculo infantil y familiar por El guardián de los cuentos, 2018